# Trasmettitore a spinterometro
Un trasmettitore a spinterometro (o a scintilla) è un apparecchio per generare onde elettromagnetiche a frequenza radio. Questi apparecchi servirono come trasmettitori per la maggior parte di sistemi per la telegrafia senza fili per i primi tre decenni della radio (1885-1916) e le prime dimostrazioni di radio funzionanti furono condotte usando questo tipo di apparecchio. Negli ultimi anni furono sviluppati trasmettitori più efficienti basati sugli alternatori ad alta velocità di Alexanderson e generatori ad arco di Poulsen anche se i trasmettitori a spinterometro continuarono ad essere preferiti da molti operatori sia per la loro struttura che per il fatto che il trasmettitore smetteva di generare un'onda portante appena il tasto del Codice Morse veniva rilasciato, permettendo all'operatore di ascoltare una replica anticipata "attraverso” cioè tra un segnale trasmesso e l'altro. Con altri tipi di trasmettitori l'onda portante non poteva essere controllata così facilmente ed erano richieste misure elaborate sia per modulare l'onda portante che per separare l'antenna ricevente da quella trasmittente. 
Dopo la prima guerra mondiale divennero disponibili trasmettitori valvolari molto migliorati che superavano questi problemi. Sul finire del 1920 gli unici trasmettitori a spinterometro ancora operativi erano legati all'installazione sui battelli navali. Anche quando i trasmettitori basati sui tubi a vuoto furono installati, molti battelli mantennero i loro grezzi ma utilizzabili trasmettitori a spinterometro come unità di emergenza.

## Storia
La storia della radio mostra che il trasmettitore a spinterometro fu il prodotto di molte persone che lavorarono spesso in competizione. Nel 1862 James Clerk Maxwell predisse la propagazione di onde elettromagnetiche attraverso il vuoto, e nel 1888 il fisico Heinrich Rudolf Hertz fu il primo a verificare le previsioni di Maxwell. Hertz usò un trasmettitore a spinterometro sintonizzato e un relativo rivelatore ad arco sintonizzato (consistente in un cerchio di un cavo metallico interrotto da un piccolo spinterometro) posto pochi metri lontano. In una serie di esperimenti ad onde di altissima frequenza (UHF), Hertz verificò che le onde elettromagnetiche erano prodotte dal trasmettitore. Quando il trasmettitore emetteva la scintilla, piccole scintille apparivano attraverso lo spinterometro ricevente, che potevano essere viste tramite un microscopio.
Nikola Tesla sviluppò il cosiddetto sistema a “accoppiamento smorzato” che produceva un'onda portante molto più coerente, meno interferenze,  lavorava con molta più grande efficienza e poteva essere impiegato in ogni condizione meteorologica.

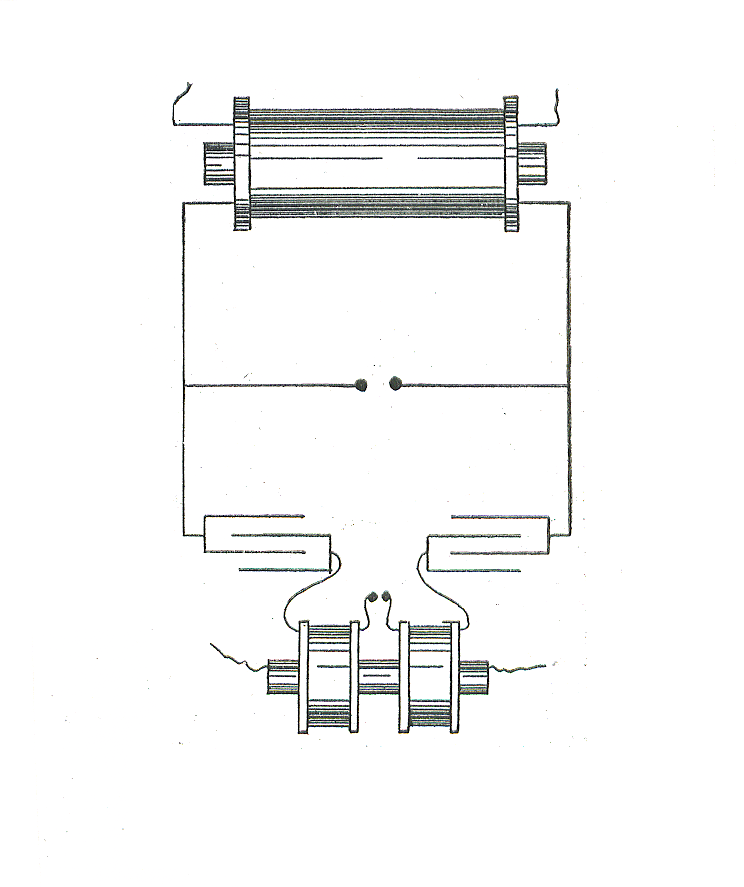
Un tipo di trasmettitore a spinterometro di Nikola Tesla
Fonte: H. S. Norrie, "Bobine Induttive: come farle, usarle e ripararle". Norman H. Schneider, 1907, quarta edizione, New York.

Tesla condusse l'applicazione della sua tecnologia ad alta tensione ed alta frequenza alla radio. Sintonizzando una bobina ricevente ad una specifica frequenza usata nella bobina trasmittente, egli mostrò che la potenza in uscita di un ricevitore radio poteva essere enormemente amplificata attraverso l'azione risonante. Tesla brevettò unusuo mezzo per produrre pratiche radio frequenze (vedere U.S. Patent 447,920, Metodo per Utilizzare Lampade ad Arco (10 marzo, 1891)). Tesla inventò anche una varietà di spinterometri rotanti, raffreddati, e smorzati capaci di raggiungere grandi livelli di potenza. 
Marconi, ispirato da vari sperimentatori, sviluppò una telegrafia senza fili utilizzando trasmettitori ad arco ad alta potenza.
Marconi sperimentò la telegrafia senza fili dal 1895 al 1900. Il suo primo trasmettitore consisteva in una bobina d'induzione connessa fra un cavo antenna e una presa di terra, con uno spinterometro attraverso essa. Ogni volta che la bobina pulsava, l'antenna veniva momentaneamente caricata a decine (delle volte centinaia) di migliaia di volt finché lo spinterometro cominciava ad emettere scintille. Ciò funzionava come un interruttore, connettendo essenzialmente l'antenna caricata alla terra, producendo un'esplosione molto breve di radiazione elettromagnetica.
Il più grande problema era che la massima potenza che poteva essere emessa era determinata direttamente da quanta carica elettrica l'antenna poteva contenere.  Dato che la capacità delle antenne è piuttosto piccola, l'unico modo di trovare una produzione di potenza ragionevole era caricarlo a tensioni molto alte.  Comunque ciò rendeva la trasmissione impossibile in condizioni di umidità o piovose. Poi, si rese necessaria un'apertura di spinterometro piuttosto larga, con una resistenza elettrica molto alta, col risultato che la maggior parte dell'energia elettrica era usata semplicemente per scaldare l'aria nello spinterometro.
L'altro problema era che, a causa della durata molto breve di ogni scoppio di radiazione elettromagnetica, il sistema irradiava, un segnale di banda estremamente "sporco" che era quasi impossibile da sintonizzare se l'ascoltatore avesse voluto esaminare una stazione diversa. Nonostante questo, Marconi fu capace stabilire un servizio di telegrafia senza fili commerciale che ha servito gli Stati Uniti e l'Europa.
I primi tentativi di Reginald Fessenden di trasmettere voce impiegando una trasmittente a scintilla che operava a circa 10 000 scariche al secondo. Per modulare questa trasmittente inserì un microfono di carbone in serie con l'alimentatore. Egli sperimentò la grande difficoltà nel realizzare suono udibile.
Nel 1905 una trasmittente "stato dell'arte" a spinterometro generò un segnale avente una lunghezza d'onda tra 250 metri (1,2 MHz) e 550 metri (545 kHz). Quella di 600 metri (500 kHz) divenne la frequenza di Sicurezza Internazionale. I ricevitori erano i semplici rivelatori non amplificati, di solito il coesore (una piccola quantità di polvere di metallo contenuta liberamente tra elettrodi metallici). Questo diede più tardi modo ai famosi set a cristallo di galena più sensibili.
I sintonizzatori erano primitivi o inesistenti. I primi operatori di radio amatoriali costruirono trasmittenti a spinterometro a bassa potenza che usavano la bobina d'accensione dell'automobile Ford modello T. Ma una tipica stazione commerciale nel 1916 poteva includere un trasformatore di mezzo kilowatt che generava 14000 V, un condensatore a sezione otto, ed un'apertura rotante capace di manovrare di un picco di corrente di molte centinaia di ampere.
Installazioni a bordo di navi usavano di solito un motore in corrente continua (di solito nelle navi vi erano alimentatori di luci in continua) per guidare un alternatore la cui produzione era aumentata poi fino a 10000-14000 volt da un trasformatore.
Trasmittenti a spinterometro generavano segnali abbastanza ampi. Appena il più efficiente modo di trasmissione di onde continue (CW) divenne più facile da produrre e le bande si sovrapponevano e l'interferenza peggiorava, trasmittenti a spinterometro ed onde smorzate furono legalizzate su nuove lunghezze d'onda più corte da un trattato internazionale, e sostituiti da convertitori ad arco Poulsen ed alternatori di frequenza alti che sviluppavano una frequenza di trasmissione definita più netta. Questi approcci produssero più tardi la tecnologia di tubi a vuoto e l'"età elettrica" della radio finì. Tempo dopo che smisero di essere usati per le comunicazioni, le trasmittenti a spinterometro furono utilizzate per bloccare le radio. Oscillatori a spinterometro sono ancora usati per generare alta frequenza e alta tensione per iniziare archi di saldatura TIG. Generatori potenti a spinterometro pulsanti sono ancora usati per simulare EMP. Nella maggior parte delle molto potenti lampade a scarica di gas stradali (vapori di mercurio e di sodio) sono ancora usati trasmittenti a spinterometro modificati come interruttori di accensione.

## Operazione

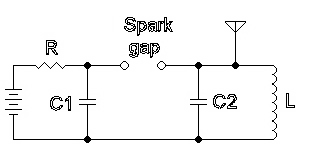
Un tipico circuito di trasmettitore a spinterometro.
Legenda:
capacità - C_{1} and C_{2};
resistore - R;
induttanza - L.

Il trasmettitore a spinterometro è molto semplice da far funzionare, ma presenta problemi tecnici significativi dovuti in gran parte ad una forza elettromotrice indotta molto grande quando la scarica viene generata, ciò provoca una rottura dell'isolamento del trasformatore primario. Per ovviare a ciò la costruzione di apparati anche a bassa potenza erano molto solidi. L'onda smorzata uscente era molto disturbata in larghezza di banda, e ciò limitava il numero di stazioni che potevano comunicare effettivamente senza interferire l'una con l'altra.
Nella sua forma più semplice, un trasmettitore a spinterometro consiste in uno spinterometro connesso attraverso un circuito oscillatore consistente in un condensatore e un'induttanza in serie o parallelo. In un tipico circuito trasmettitore, una sorgente di alta tensione (mostrata nello schema come una batteria, ma di solito un trasformatore ad alta tensione) carica un condensatore (C1 in figura) attraverso una resistenza fino a che la scarica non scocca, allora un impulso di corrente passa attraverso il condensatore (C2 in figura). L'induttanza ed il condensatore a destra dello spinterometro formano il circuito risonante. Dopo esser stato eccitato dall'impulso di corrente, l'oscillazione decade rapidamente dato che l'energia è radiata dall'antenna. A causa del rapido inizio e smorzamento dell'oscillazione, l'impulso di Radio Frequenza occupa una larga banda di frequenze.
La funzione dello spinterometro è quella di dare inizialmente un'alta resistenza al circuito per permettere al condensatore di caricarsi. Quando la tensione di rottura dello spinterometro è raggiunta, esso allora presenta una bassa resistenza al circuito causando la scarica del condensatore. La scarica attraverso la scarica conduttiva prende forma di una oscillazione smorzata, determinata dalla frequenza di risonanza del circuito LC.

## Spinterometri
Un semplice spinterometro consiste in due elettrodi separati da un distanziatore immerso in un gas (solitamente aria). Quando si applica una tensione sufficientemente alta, una scarica elettrica unirà i due elettrodi, ionizzando il gas e riducendo drasticamente la sua resistenza elettrica. Allora fluisce una corrente elettrica finché il percorso dell'aria ionizzata è rotto o la corrente è ridotta sotto un valore minimo chiamato ‘corrente di mantenimento’. Ciò accade di solito quando la tensione tra gli elettrodi decade sufficientemente, ma il processo può anche essere accompagnato raffreddando il canale della scarica o separando fisicamente gli elettrodi. Ciò rompe il percorso conduttivo del gas ionizzato, permettendo al condensatore di ricaricarsi, e permettendo di ripetere il ciclo di carica/scarica. L'azione di ionizzazione del gas è estremamente immediato e violento (distributivo), e crea un suono netto (compreso tra uno ‘snap’ per una candela, od un sonoro ‘bang’ per una distanza maggiore degli elettrodi). Lo spinterometro libera anche luce e calore.

## Costruzione
Lo spinterometro usato nei primi trasmettitori radio variava nella costruzione a seconda della potenza che si utilizzava. Alcuni erano molto semplici, consistenti in uno o più distanziatori (statici) connessi in serie, mentre altri erano significativamente più complessi. Poiché le scariche erano calde ed erosive, la copertura degli elettrodi ed il loro raffreddamento erano problemi costanti. Quando la potenza del trasmettitore fu incrementata, aumentò anche il problema del raffreddamento.
Il raffreddamento si riferisce all'azione di estinguere l'arco elettrico emesso precedentemente all'interno dello spinterometro. Ciò è considerevolmente più difficoltoso dell'iniziale rottura della scarica nella distanza (tra gli elettrodi). Uno spinterometro freddo non ancora attivo non contiene gas ionizzato. Una volta che la tensione tra gli elettrodi raggiunge il livello di rottura, le molecole di gas sono molto velocemente ionizzate lungo un percorso, creando un caldo arco elettrico, o plasma, consistente in un largo numero di ioni ed elettroni liberi fra gli elettrodi. L'arco porta anche parte degli elettrodi ad incandescenza. Le regioni incandescenti contribuiscono ad elettroni liberi attraverso l'emissione termoionica, e vapore metallico facilmente ionizzato. Il miscuglio di ioni ed elettroni liberi nel plasma è altamente conduttivo, facendo risultare una netta caduta nella resistenza elettrica nella distanza tra gli elettrodi. Questo arco altamente conduttivo necessita di efficienti circuiti oscillanti con banchi di condensatori. Comunque, la corrente oscillante sostiene anche l'arco e, finché esso non si estingue, il banco di condensatori non può essere ricaricato per il successivo impulso.

## Raffreddamento della scarica
Molti metodi furono applicati per raffreddare l'arco elettrico:
- Getti di aria che raffreddano, comprimono e letteralmente soffiano fuori il plasma,
- Scaricatori a piastra multipla di Max Wien per raffreddare gli archi negli spinterometri a media potenza, conosciuti come “scariche fischianti” per i loro rumori caratteristici,
- L'utilizzo di vari gas, come l'idrogeno, che raffredda molto efficientemente producendo un raffreddamento superiore degli elettrodi,
- Un campo magnetico (da un paio di magneti permanenti o poli di un elettromagneti) orientati ad angolo retto rispetto al distanziamento per comprimere e raffreddare l'arco.

## Spinterometri rotanti
La necessità di estinguere gli archi nei trasmettitori di crescente potenza portò allo sviluppo di spinterometri rotanti. Questi apparecchi erano utilizzati con alimentatori a corrente alternata, producevano una scarica più regolare, e potevano utilizzare più potere dei convenzionali spinterometri statici. Il disco rotante metallico interno aveva di solito un numero di sporgenze lungo la circonferenza. Una scarica si sarebbe formata quando due delle sporgenze si allineavano con due contatti esterni portatori di alta tensione. Gli archi risultanti erano rapidamente compressi, raffreddati e interrotti con la rotazione del disco.
Gli spinterometri rotanti operavano in due modi, sincroni ed asincroni. Quello sincrono era guidato da un motore sincrono in alternata così da girare ad una velocità fissa, e l'emissione della scarica era in diretta relazione alla forma d'onda dell'alimentatore in alternata che ricaricava il banco di condensatori. Il punto nella forma d'onda in cui le distanze erano più vicine era cambiato aggiustando la posizione del rotore sul braccio del motore relativo ai perni dello statore. Aggiustando propriamente il distanziatore sincrono, era possibile avere l'emissione della scarica solo ai picchi di tensione in ingresso. Questa tecnica permetteva al circuito dei condensatori di emettere scariche solo a successivi picchi di tensione, così da sviluppare il massimo di energia dal banco di condensatori pienamente caricati ogni volta che scoccava l'arco elettrico. La velocità di rottura era così fissa a due volte la frequenza della potenza in arrivo (di solito da 100 a 120 interruzioni al secondo). Quando progettati e regolati propriamente, i sistemi a spinterometro sincroni sviluppavano le più grandi quantità di potenza all'antenna. Comunque, la copertura dell'elettrodo avrebbe progressivamente cambiato il punto di emissione della scarica, così da essere alle volte difficili da mantenere costanti. Tesla fu il primo a costruirli ed utilizzarli fin dal 1893 e prima, egli li chiamava circuiti controllori (“circuits controller”).
Gli spinterometri asincroni erano più comuni. In quelli asincroni, la rotazione del motore non aveva una relazione fissa in relazione alla forma d'onda entrante dell'alimentatore in alternata. Esso lavorava abbastanza bene ed era molto più facile da mantenere. Utilizzando un più grande numero di sporgenze rotanti o una rotazione più elevata, molti di essi operavano ad intervalli di rottura di 400 scariche al secondo. Poiché la scarica poteva essere emessa più spesso che la forma d'onda entrante di polarità alternata, il banco di condensatori era caricato e scaricato più rapidamente che di uno sincrono. Comunque, ogni scarica avveniva ad una tensione variante ed era quasi sempre più basso del consistente picco di tensione ottenuto con uno spinterometro sincrono.
Gli spinterometri rotanti servirono per modificare la sintonia del trasmettitore, dato che cambiando sia il numero delle sporgenze o la velocità di rotazione cambiava la frequenza della scarica che era udibile nei ricevitori con rilevatori che potevano determinare la modulazione del segnale a scarica. Ciò abilitò gli ascoltatori a distinguere fra diversi trasmettitori che erano nominalmente sintonizzati alla stessa frequenza. Un tipico sistema multiplo spinterometrico ad alta potenza (come era anche chiamato) usava un commutatore rotante da 9 a 24 pollici di diametro con sei o 12 sporgenze per ruota, tipicamente interrompendo alcune centinaia di volt. La potenza in uscita di uno spinterometro rotante era accesa e spenta dall'operatore usando uno speciale tipo di tasto telegrafico che dava potenza all'alimentatore di alta tensione. Il tasto era costruito con larghi contatti per portare intense correnti che fluivano nella parte (primario) a bassa tensione del trasformatore ad alta tensione (speso in eccesso di 20 ampere).